# 창덕궁 선원전
창덕궁 선원전(昌德宮 璿源殿)은 서울특별시 종로구, 창덕궁에 있는 조선시대의 건축물이다. 1985년 1월 8일 대한민국의 보물 제817호로 지정되었다.

## 개요
선원전은 조선시대 역대 임금의 초상을 봉안하고 제사를 지내는 건물로 궁궐 밖으로는 종묘를 두었고, 궁 안에는 선원전을 두었다고 한다.
원래 춘휘전이란 건물로 조선 효종 7년(1656) 경덕궁의 경화당을 옮겨지은 것으로, 숙종 21년(1695)에 선원전으로 이름을 바꾸었다. 이곳에는 숙종·영조·정조·순조·익종·헌종의 초상을 모시고 있다. 1921년 창덕궁 후원 서북쪽에 선원전을 새로 지어 왕의 초상을 옮긴 뒤부터 구선원전으로 불리게 되었다. 새로 지은 선원전에 옮긴 왕의 초상은 1950년 한국전쟁 당시 화재로 소실되어 아쉬움을 더 한다. 
구조적으로 간결하고 불필요한 장식을 꾸미지 않은 건물로, 조선시대 왕실 제사용 건물의 유례를 볼 수 있는 중요한 건물이다.

## 같이 보기
- 창덕궁

## 참고 자료
- 창덕궁 선원전 - 국가유산청 국가유산포털